# Котовское (Северо-Казахстанская область)
Котовское (каз. Котовское) — село в Тайыншинском районе Северо-Казахстанской области Казахстана. Входит в состав Кантемировского сельского округа. Код КАТО — 596067700.

## География
Находится примерно в 51 км к северо-северо-востоку (NNE) от города Тайынша, административного центра района, на высоте 130 метров над уровнем моря.

## История
Основано в 1954 году в ходе освоения целины.

## Население
В 1999 году численность населения села составляла 558 человек (275 мужчин и 283 женщины). По данным переписи 2009 года в селе проживало 203 человека (97 мужчин и 106 женщин).